# Шнейдер, Евгений Михайлович
Евге́ний Михайлович Шне́йдер (1897, Евпатория — 28 мая 1947) — советский кинорежиссёр, оператор, организатор кинопроизводства.

## Биография
Родился в 1897 году в Евпатории. В 1919—1924 годах учился в Академии Генерального штаба Красной армии (РККА) и служил в РККА.
С мая по ноябрь 1925 года — управляющий делами Госкино, в июле 1925 года выезжал в командировку в Германию с целью закупки киноаппаратуры и фотоматериалов. В ноябре 1925 года назначен заместителем директора 3-й Госкинофабрики.
В апреле 1926 года был арестован по делу шестнадцати руководящих работников Госкино и АО «Пролеткино» (А. А. Ханжонкова, С. А. Бала-Доброва, М. Я. Капчинского и других), обвинённых в бесхозяйственности и злоупотреблении служебным положением, вскоре освобождён из под стражи. Решением Московского губернского суда от 22 апреля 1927 года приговорён к лишению свободы сроком на два месяца. В связи с тем, что Шнейдер отбыл по предварительному заключению этот срок, от дальнейшего наказания был освобождён.
В 1928—1929 годах —  член правления Ассоциации работников революционной кинематографии (АРРК).
В 1939—1942 годах — режиссёр киностудии «Союздетфильм». В 1942—1943 годах служил в РККА. В 1943—1944 годах — режиссёр Центральной объединённой киностудии художественных фильмов (ЦОКС) в Алма-Ате, с 1944 года — режиссёр киностудии «Мосфильм».
Дебютировал в кинематографе операторской работой в фильме «В большом городе» М. А. Авербаха, поставленной на студии Белгоскино. Его операторская работа в фильме «Кружева» получила высокую художественную оценку в киноведческих источниках за «кинематографическую живопись, особую динамику изображения, необычные точки съёмки».
Сотрудничал со студиями Совкино и другими. В 1936 году на киностудии «Межрабпомфильм» совместно с Н. К. Санишвили работал над кинофильмом «Сердце гор», который по решению отдела культурно-просветительной работы ЦК ВКП(б) был снят с производства. В 1939 году вышла его первая самостоятельная режиссёрская работа «Высокая награда», поставленная на студии «Союздетфильм». В 1941 году снял фильм «В тылу врага», с Н. А. Крючковым, Н. И. Рыжовым, П. А. Шпрингфельдом в главных ролях. Известна также его режиссёрская работа над фильмом «Случай в вулкане».
Умер 28 мая 1947 года.

## Фильмография

### Операторские работы
- 1927 — В большом городе
- 1928 — Кружева
- 1929 — Обломок империи
- 1930 — Спящая красавица
- 1932 — Двадцать шесть комиссаров
- 1934 — Гармонь

### Режиссёрские работы
- 1935 — Последний табор (совместно с М. И. Гольдблатом)
- 1939 — Высокая награда
- 1941 — Случай в вулкане
- 1941 — В тылу врага
- 1942 — Лесные братья